# Motors
Ne doit pas être confondu avec The Motors.
Motors, sous sa forme complète Les Disques Motors, est un label musical français fondé en 1971 par Francis Dreyfus. Le label est connu pour avoir accueilli les débuts de Christophe, Jean-Michel Jarre, François De Roubaix ou bien encore Bernard Lavilliers,. Un coffret rétrospectif a été publié en 2010.